# Роббинс, Фрэнк
Фрэнк Роббинс (англ. Frank Robbins; 9 сентября 1917 — 28 ноября 1994) — американский художник и писатель комиксов. Его работы попали в Музей американского искусства Уитни.

## Ранние годы
Будучи подростком, Роббинс получил грант Рокфеллера и стипендии Бостонского музея и Национальной академии дизайна в Нью-Йорке.

## Карьера
В начале своей карьеры Роббинс работал ассистентом Эдварда Трамбулла над фресками здания NBC и создавал рекламные материалы для RKO Pictures.
В 1968 году Роббинс стал сценаристом DC Comics. Его первым комиксом для издательства стал Superman’s Girl Friend, Lois Lane #83 (май 1968). После Роббинс стал автором серии Superboy, начиная с выпуска #149 (июль 1968). Со следующего месяца он начал писать серии Batman и Detective Comics.

## Дальнейшая жизнь и смерть
Роббинс переехал в Сан-Мигель-де-Альенде (Мексика) и провёл свои последние годы, сосредоточившись на живописи. Он умер от сердечного приступа 28 ноября 1994 года.

## Наследие
В Сиракузском университете находится коллекция Фрэнка Роббинса, состоящая из 1090 оригинальных стрипов Johnny Hazard.
Роббинс оказал творческое влияние на Криса Самни.

## Работы

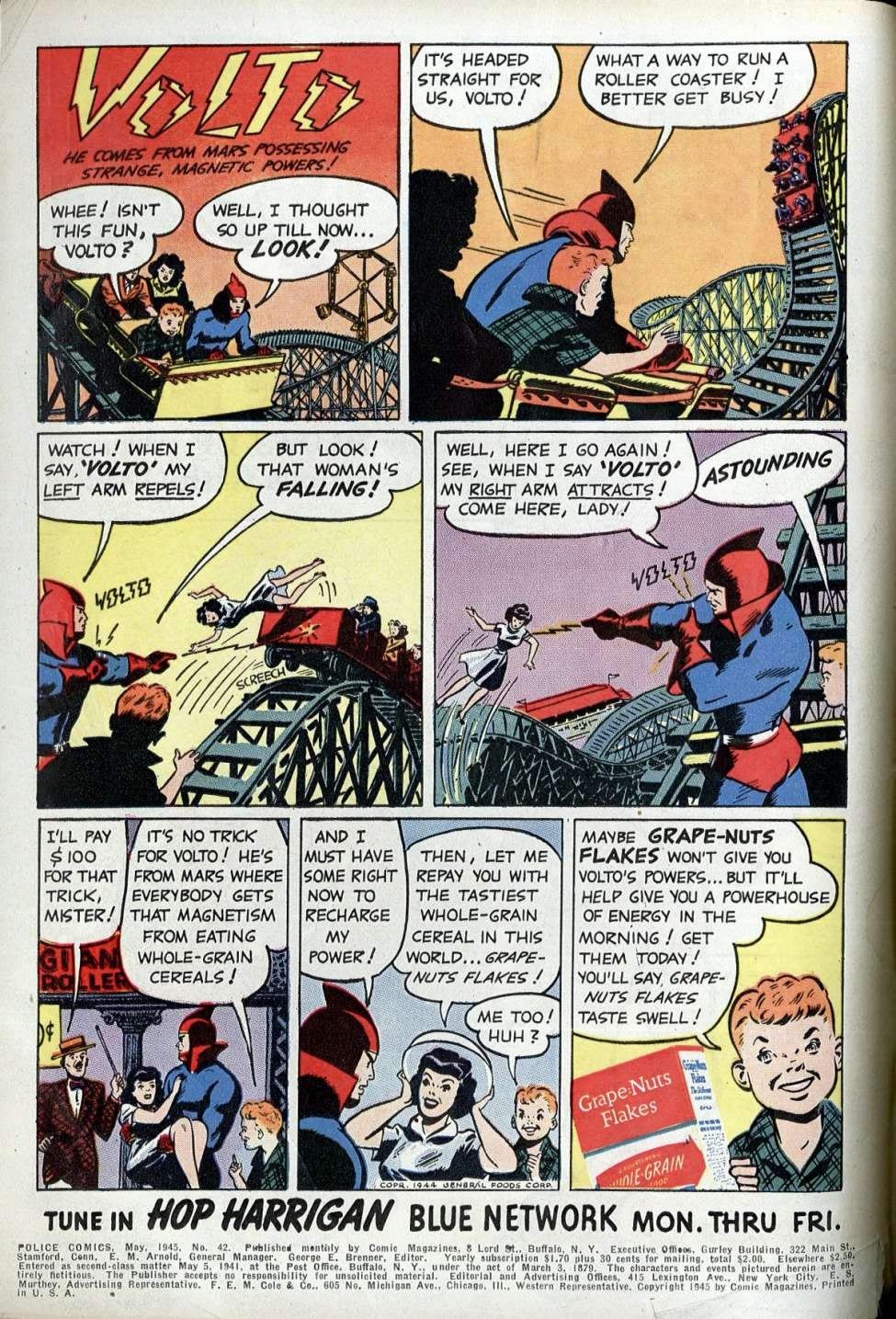
Police Comics #42

### DC Comics
- Atom #38 (1968)
- Batman #204-207, 209—212, 214—217, 219—222, 226, 230—231, 236, 246, 249—250, 252, 254 (1968—1974)
- Detective Comics #378-383, 386, 388—436; #416, 420—421, 426, 429, 435 (1968—1973)
- The Flash #180-181, 183—185 (1968—1969)
- G.I. Combat #170 (1974)
- House of Mystery #224, 226, 228, 233, 241—242, 252 (1974—1977)
- House of Secrets #125 (1974)
- Plop! #1 (writer); #4, 17 (1973—1975)
- The Shadow #5, 7-9 (1974—1975)
- Sinister House of Secret Love #3 (1972)
- Star Spangled War Stories #172-182 (Unknown Soldier) (1973—1974)
- Strange Sports Stories #1-3, 5 (1973—1974)
- Superboy #149-155, 157—164, 166—172, 181 (1968—1972)
- Superman #208, 211 (1968)
- Superman's Girl Friend, Lois Lane #83 (1968)
- Weird Mystery Tales #16 (1975)
- Weird War Tales #21, 27, 35-36 (1974—1975)

### Marvel Comics
- Adventure into Fear #25-28, 31 (1974—1975)
- Captain America #182-183, 185—187, 189—192 (1975)
- Daredevil #155 (1978)
- Ghost Rider #12, 17-19 (1975—1976)
- Human Fly #5-6, 8-9, 13-14 (1978)
- Invaders #1-4, 6-9, 11-15, 17-23, 25-28, Annual #1, Giant-Size #1 (1975—1978)
- Man from Atlantis #1-7 (1978)
- Marvel Chillers #4 (Tigra) (1976)
- Marvel Premiere #28 (Legion of Monsters) (1976)
- Power Man #32-34 (1976)
- The Tomb of Dracula vol. 2 #2 (1979)
- Unknown Worlds of Science Fiction #2 (1975)
- What If…? #4 (1977)

### Standard Comics
- Johnny Hazard #5-8 (1948—1949)